# Antonio Negri
Antonio Negri (ur. 1 sierpnia 1933 w Padwie, zm. 16 grudnia 2023 w Paryżu) – włoski etyk i marksistowski filozof polityczny i pisarz.

## Życiorys
Został profesorem filozofii politycznej na uniwersytecie w rodzinnym mieście Padwie. W 1969 założył radykalnie lewicową organizację Potere Operaio (Robotnicza Siła) i był jednym z czołowych członków grupy marksistowskich autonomistów. We wczesnych latach 80. XX wieku został oskarżony o zaplanowanie w maju 1978 zabójstwa Aldo Moro, przywódcy Chrześcijańskiej Demokracji. Został jednak oczyszczony z wszelkich zarzutów, także powiązań z Czerwonymi Brygadami, których członkowie porwali Moro. Potem jednakże został skazany na długoletnie więzienie pod kontrowersyjnym zarzutem „antypaństwowych powiązań i działań”. W 1983 r. został wybrany do parlamentu z list partii radykalnej, co pozwoliło mu opuścić areszt dzięki immunitetowi.
Negri udał się na emigrację do Francji, gdzie zajął się pracą naukową na Uniwersytecie w Vincennes i Collège international de philosophie, gdzie wykładał razem z Jacques'em Derridą, Michelem Foucaultem i Gilles’em Deleuze. W 1997 dobrowolnie powrócił do Włoch i odbył resztę wyroku.
Negri jest autorem licznych książek z teorii i filozofii polityki. Najbardziej znany jako współautor (wraz z Michaelem Hardtem) książki pt. Imperium, nazywanej Manifestem Komunistycznym XXI wieku i jako twórca pozycji poświęconej Spinozie.
Imperium jest filozoficzną rozprawą, a także propozycją kompletnej interpretacji świata w XXI wieku. Zdaniem autorów nadszedł czas Imperium – nowego, ekspansywnego ładu o strukturze sieci. W nowym imperium nie ma centrum władzy ani terytorialnych granic. Jego istnienie przejawia się w globalnych procesach ekonomicznych, kulturowych i politycznych. Autorzy książki piszą w niej o społeczeństwie kontroli, procesie emancypacji Trzeciego Świata i metamorfozie imperializmu w czasach postkolonialnych i postsowieckich.